# 152 (szám)
A 152 (százötvenkettő) a 151 és 153 között található természetes szám.
A 152 előáll négy egymást követő prímszám összegeként:
{\displaystyle 31+37+41+43}
Nincs megoldása a φ(x) = 152 egyenletnek.
A 152 Harshad-szám, mert osztható a tízes számrendszerben vett számjegyeinek összegével.